# Эспиноса Полит, Аурелио
Ауре́лио Эспино́са По́лит (исп. Aurelio Espinosa Pólit; 11 июля 1894, Кито — 21 февраля 1961, там же) — эквадорский прозаик, поэт, переводчик, литературный критик, педагог, профессор. Священник.

## Биография
В детстве после либеральной революции 1895 г. вместе с семьёй вынужден был покинуть Эквадор. После окончания коллегии иезуитов в Намюре вступил в Общество Иисуса и продолжил обучение в Гранаде, с 1921 г. изучал богословие у иезуитов в Барселоне.
С 1917 по 1921 год преподавал литературу в Гранаде. Был рукоположен в 1924 г. С 1927 г. изучал классическую литературу в университете Кембриджа.
В 1928 г. вернулся в Эквадор. Занимался преподаванием.
Основал музей, носящий ныне его имя, и библиотеку — сокровищницу информации о Эквадоре, а также Папский католический университет Эквадора (PŪCE), был до конца жизни его первым президентом. Читал курс лекций по древнегреческому языку и литературе.

## Творчество

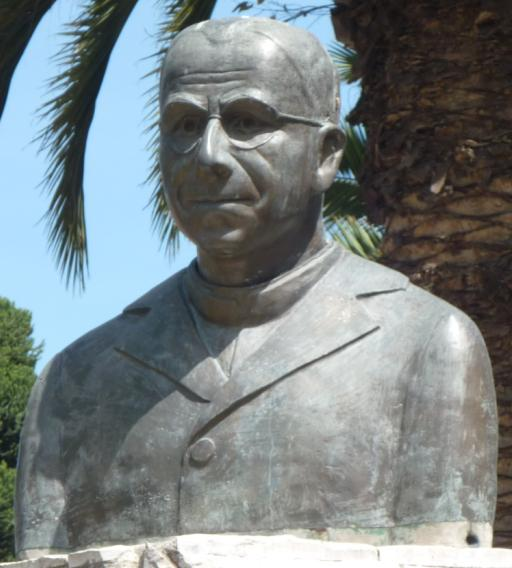
Бюст А. Эспиноса Полита в Кито.

Написал, перевёл или отредактировал более 600 книг, брошюр, лекций и статей, среди них «Современная история Королевства Кито» и «Хроники провинции иезуитов Королевства Кито» Хуана-де-Веласко.
Занимался переводами. Хорошо знал латинский и древнегреческий, английский, французский, испанский, итальянский и другие языки.
Перевёл на испанский язык полное собрание сочинений латинских поэтов Вергилия и Горация, древнегреческого драматурга Софокла.
Был членом-корреспондентом Мексиканской академии языка (Academia Mexicana de la Lengua).

## Избранные публикации
Проза и эссе
- Virgilio, el poeta y su misión providencial (Кито, 1932)
- Sófocles. Edipo Rey en verso castellano (Кито, 1935—1945)
- Dieciocho clases de literatura (Кито, 1947)
- El Lebrel del Cielo de Francis Thompson. Semblanza, versión poética y comentario (Кито, 1948)
- Posiciones católicas en educación (Кито, 1953)
- Temas ecuatorianos (Кито, 1954)
- Gramática latina y escritos complementarios (Кито, 1958)
- Curso de cultura superior religiosa (Кито, 1958)
- Los dos primeros poetas coloniales ecuatorianos, siglos XVII y XVIII: Antonio de Bastidas y Juan Bautista Aguirre (Пуэбла, 1959)
- Síntesis virgiliana (Кито, 1960)
- Epistolario de José Joaquín de Olmedo (Пуэбла, 1960)
- Poesía y prosa de José Joaquín de Olmedo (Пуэбла, 1960)
- Los jesuitas quiteños del extrañamiento (Пуэбла, 1960)
- Virgilio en verso castellano.
- Bucólicas, Geórgicas y Eneida. (Мехико, 1961)
- Trozos selectos de autores ecuatorianos (Кито, 1962).

Сборники поэзии
- Del mismo laúd (1914)
- Alma adentro (1938)
- Estaciones y cristofanías (1944)
- La fuente intermitente (1946)

## Память
- В Кито перед зданием основанного им Папского католического университета Эквадора установлен памятник А. Эспиноса Политу.
- К 100-летнему юбилею А. Эспиноса Полита почта Эквадора выпустила марку (1994).